# 薇拉·查普曼
薇拉·查普曼（英語：Vera Chapman，1898年5月8日—1996年5月14日）是英國小說家，托爾金協會創始人。

## 生平
出生於英格蘭伯恩茅斯。早前同家人住在南非。第一次世界大戰結束後，前往英國就讀牛津大學瑪格麗特夫人學堂。畢業後，嫁給了一位牧師。
1969年，查普曼在《新政治家》雜誌上刊登廣告宣布成立托爾金協會。她擔任該協會的秘書達六年，此後亦持續參與協會的活動。1972年6月，她在出版商聚會上遇到了J·R·R·托爾金本人，成功說服他擔任托爾金協會的名譽主席。
1975年，推出了其首部小說《綠騎士》。總共撰有三本以亞瑟王傳奇為背景的小說，分別是《綠騎士》（1975年）、《亞瑟王的女兒》（1976年）和《國王的閨女》（1976年）。